# 直角凤仙花
直角凤仙花（学名：Impatiens rectangula）为凤仙花科凤仙花属的植物，是中国的特有植物。分布在中国大陆的云南等地，生长于海拔2,700米至3,000米的地区，多生长于竹丛边和溪边，目前尚未由人工引种栽培。